# Anthoxanthum borii
Anthoxanthum borii är en gräsart som beskrevs av Sudhanshu Kumar Jain och Benjamin Peary Pal. Anthoxanthum borii ingår i släktet vårbroddssläktet, och familjen gräs. IUCN kategoriserar arten globalt som nära hotad. Inga underarter finns listade i Catalogue of Life.